# ベルリーナー・ヴァイセ

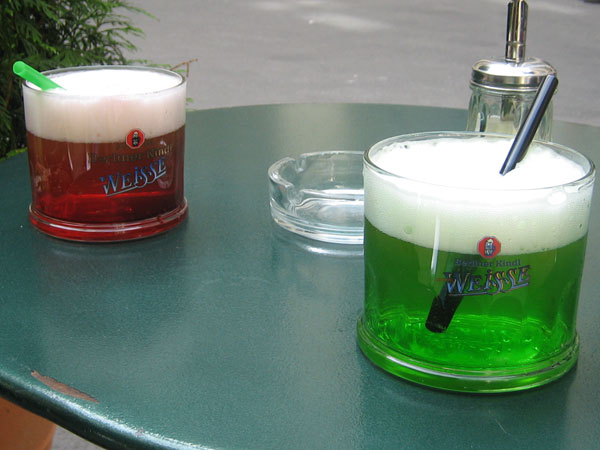
シロップと混ぜた状態のベルリーナー・ヴァイセ

ベルリーナー・ヴァイセ（ドイツ語: Berliner Weisse / ドイツ語: Berliner Weiße）はドイツのベルリンで醸造されているビールのスタイル。「ベルリンの白ビール」の意味であり、日本語のカタカナ表記としては、ベルリーナ・ヴァイセ、ベルリナー・ヴァイセ、ベルリナー・ヴァイスと表記されることもある。

## 概要
軽い酸味があり、澄んでいないアルコール度数約3%の上面発酵のビールである。
ベルリーナー・ヴァイセはオオムギとコムギの両方のモルトを組み合わせて作るビールであり、色の形成を最小限にするためホップ乾燥所で極低温で保管する特徴を持つ。また、イーストと乳酸菌による醗酵もベルリーナー・ヴァイセを特徴付ける要素の一つである。シロップを混ぜて提供される際のカクテルのような鮮やかな色合いや、飲む際にストローを使用する点もベルリーナー・ヴァイセの特徴の一つである。
19世紀後半までに、ベルリーナー・ヴァイセはベルリンで最も人気のあるアルコール飲料となり、約50のビール醸造所がベルリーナー・ヴァイセを作っていた。しかし、20世紀後半には、ベルリンでベルリーナー・ヴァイセを作る醸造所はわずか2つとなった。ベルリーナー・ヴァイセはEU内で原産地名称保護を受けており、ベルリンで醸造されるビールのみがベルリーナー・ヴァイセを名乗ることができる。アメリカ合衆国やカナダでは同様のスタイルのビールが醸造所で数多く販売されており、これらの醸造所はウァイス（Weisse）のラベルで販売を行っている。

## 歴史
ベルリーナー・ヴァイセはドイツ北部で製造が盛んな白ビールの中のご当地ビールとでも言うべきものであり、その起源は少なくとも16世紀まで遡る。
多くのビールの専門家が、ベルリーナー・ヴァイセの起源をハンブルクで生産された詳細不明のビールに挙げている。16世紀の醸造事業者、コート・ブロイハンがこのビールを真似て製作、発展させたと考えられている。ブロイハンのビール、「ハルバーシュテッター・ブロイハン（Halberstädter Broihan）」は当時非常に人気のあった商品であり、1640年代にベルリンの医者ヨハン・ジギスムント・エルスホルツ（J.S. Elsholz）によりベルリンで醸造が行われた。他には、プロッツが挙げる説がある。この説によれば、フランドルからドイツ北部へと移住してきたユグノーがフランダース・レッド・エールとオード・ブラインからベルリーナー・ヴァイセの原型となるビールを作ったとされる。ドルンブッシュをはじめとする幾つかの出典では、ベルリーナー・ヴァイセが初めて醸造された年を1572年としている。
フリードリヒ・ヴィルヘルム1世は「我々の気候に非常にあっている」としてプロイセン内での製造拡大を奨励し、彼の息子フリードリヒ2世には醸造の訓練をさせた。また、1809年にナポレオンの軍隊がベルリーナー・ヴァイセに「北のシャンパン」という名前をつけた逸話がよく知られている。
ベルリーナー・ヴァイセのアルコール度数は平均約3%であるものの、その度数は店によりまちまちである。伝統的には、3月に作るビール（メルツェンビア）はアルコール度数が高く、夏季を超えた熟成が許可されている。また、ベルリーナー・ヴァイセを入れた瓶を砂中もしくは温かい土中に埋めることもあると報告されている。

## 醸造

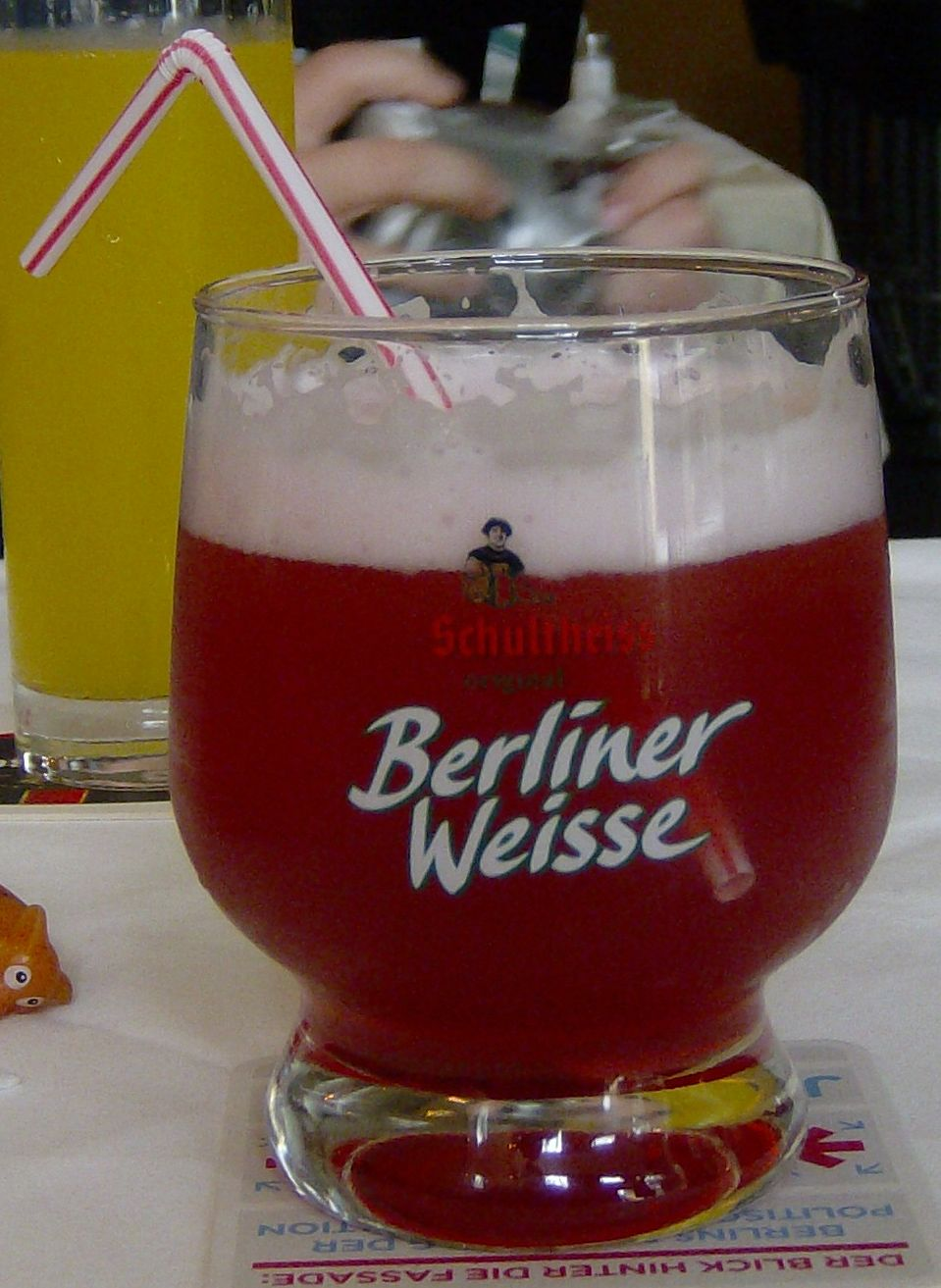
ラズベリーシロップを加えて作るベルリーナー・ヴァイセ

現代の製造方法では、一般に割合にして25～50%のコムギを用いる。また、二次醗酵の際には瓶（ジャクソンは伝統的な製法では数ヶ月間地中に埋めた瓶を使用するとしている）内で醗酵、もしくは乳酸菌を加えて醗酵させる。
19世紀前半の記録によれば、ベルリーナー・ヴァイセはコムギ5にオオムギ1の割合で醸造し、二次発酵もしくは乳酸菌を加えることで酸味を増したものを飲んだとされる。

## ブランド
ベルリーナー・ヴァイセの生産は19世紀に最盛期を迎え、当時ベルリンで最も人気のあるアルコール飲料となり、700のビール醸造所がベルリーナー・ヴァイセを生産していた。しかし、20世紀末には、ベルリン市内にはわずか2つの醸造所のみがベルリーナー・ヴァイセを生産する状況となり、ドイツ国内でも手で数えられるほど少数となっている。ベルリン市内に残る2つの醸造所、ベルリーナー・キンドル（Berliner Kindl）とシュルタイス（Schultheiss）は現代ではどちらもエトカーグループが保有しており、ベルリンで生産されているわずか2つのブランドの一つが「ベルリーナー・キンドル・ヴァイセ（Berliner Kindl Weisse）である。
ドイツ国外では、アメリカ合衆国・テキサス州のヒューストンにあるセント・アーノルド醸造所が「ボイラールーム」という名前のベルリーナー・ヴァイセを生産している。
カリフォルニア州のBuelltonにあるファイアストーン・ウォーカー・バレルワークスが「ブレッタ・ウァイス（Bretta Weisse）」を生産している。このビールはフレンチオークの樽の中で約8ヶ月間二次醗酵を行っている。
カリフォルニア州のプラセンティアにあるThe Brueryはホッテンロース（Hottenroth）と呼ばれるベルリーナー・ヴァイセスタイルのビールを生産している。ジョージア州アセンズにあるCreature Comforts Brewing Co.もまたアセナ（Athena）と呼ばれるベルリーナー・ヴァイセを生産している。

## 提供
ベルリーナー・ヴァイセは通常ラズベリーなどの味や香りづけのシロップや人工甘味料を入れ、おわん型をしたグラスで提供されることが多い。酸味調整のため、ベルリーナー・ヴァイセにはペール・ラガーのような他のビールを加えることもある。